# Bhādra
Bhādra är en ort i Indien.   Den ligger i distriktet Hanumangarh och delstaten Rajasthan, i den norra delen av landet, 210 km väster om huvudstaden New Delhi. Bhādra ligger 200 meter över havet och antalet invånare är 37 629.
Terrängen runt Bhādra är mycket platt. Runt Bhādra är det ganska tätbefolkat, med 179 invånare per kvadratkilometer. Det finns inga andra samhällen i närheten. Omgivningarna runt Bhādra är i huvudsak ett öppet busklandskap.